# 布朗济拉萨洛奈斯
布朗济拉萨洛奈斯（法語：Blanzy-la-Salonnaise，發音：[blɑ̃zi la salɔnɛz] ⓘ）是法国大东部大区阿登省的一个市镇，属于勒泰勒区。

## 地理
布朗济拉萨洛奈斯（49°29'18"N, 4°10'18"E）面积12.13 平方千米，位于法国大東部大區阿登省，该省份为法国北部内陆省份，西接埃纳省，南至马恩省，东临默兹省，北与比利时接壤。
与布朗济拉萨洛奈斯接壤的市镇（或旧市镇、城区）包括：艾尔、阿旺松、波尔西安堡、戈蒙、埃皮拉莱谢讷。
布朗济拉萨洛奈斯的时区为UTC+01:00、UTC+02:00（夏令时）。

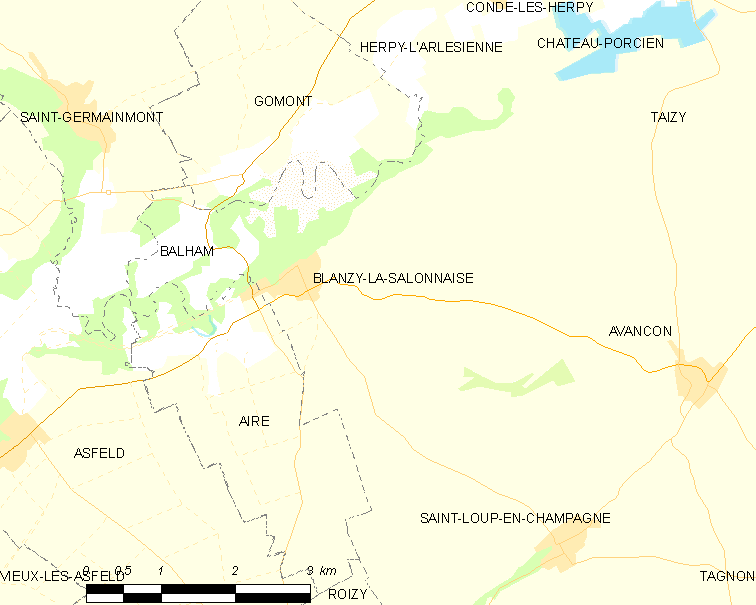
布朗济拉萨洛奈斯的OSM定位图

## 行政
布朗济拉萨洛奈斯的邮政编码为08190，INSEE市镇编码为08070。

## 政治
布朗济拉萨洛奈斯所属的省级选区为波尔西安堡县。

## 人口

1962-2008年间布朗济拉萨洛奈斯人口变化图示

布朗济拉萨洛奈斯于2022年1月1日时的人口数量为397人。